# Malaltia de Niemann-Pick
La malaltia de Niemann-Pick o trastorn de Niemann-Pick és una alteració del metabolisme dels greixos d'origen genètic que comporta problemes motors i retard mental. La causa és una mutació genètica recessiva en el cromosoma 18 que fa que el greix esfingomielina s'acumuli en òrgans diversos (cervell, fetge, pulmó, etc.). Es pot tractar amb un trasplantament al·logènic d'un progenitor sa, que no presenti aquest problema genètic.
Aquest trastorn, com totes les lipidosis, és provocat per una acumulació de greixos als teixits del cos humà a causa del fet que no hi ha prou quantitat de l'enzim particular (l'esfingomielinasa àcida) que intervé en el metabolisme del greix (l'esfingomielina) acumulat. Afecta el sistema reticuloendotelial i pot comportar una lesió cerebral àmplia amb retard mental.
Hi ha subtipus d'aquesta malaltia. En els tipus A i B hi ha una manca o un mal funcionament de l'esfingomielasa, que impedeix el metabolisme del greix esfingomielina i la supervivència de la cèl·lula, i que pot afectar el sistema nerviós i el respiratori. Els malalts de tipus A moren entre els dos i els tres anys, mentre que els de tipus B, amb el sistema nerviós menys afectat, poden viure fins al final de la infància o fins i tot poden arribar a l'edat adulta. En el tipus C no es pot metabolitzar el colesterol ni altres greixos, de manera que la persona que té aquest trastorn acumula enormes quantitats de colesterol al fetge, la melsa i el cervell. Els malalts de tipus C viuen fins als vint anys com a molt.